# Борзенко Олександр Олександрович
Борзенко Олександр Олександрович (1806–14.06.1867) — перекладач, дослідник арабських і турецьких пам'яток. Родом з Катеринославської губернії. Після закінчення 1828 філологічного відділення Харківського університету служив у канцелярії Новоросійського і Бессарабського генерал-губернатора. Удосконалював знання з іноземних мов у Стамбулі, Смирні (нині Ізмір, Туреччина). 1836 за дорученням генерал-губернатора М.Воронцова скопіював і переклав арабські і турецькі написи ханського палацу, навколишніх споруд, надмогильні епітафії кладовища в Бахчисараї (1850 опубліковані й дістали високу оцінку науковців). Протягом 1843–64 Б. служив у губернських правліннях, був віце-губернатором у Кутаїсі (нині місто в Грузії), Ставрополі, Костромі, Пензі (усі — нині міста в РФ), Кишиневі (Молдова) та ін. З 1864 проживав у Одесі. Як член Одеського товариства історії та старожитностей (з 1839) досліджував нумізматичні пам'ятки кримськотатарського періоду.
Помер у м. Одеса.